# Mamerto Natividad
Mamerto Natividad (Bacolor, 12 juni 1871 - Cabiao, 11 november 1897) was een Filipijns onafhankelijkheidsstrijder en de jongste generaal in de Filipijnse Revolutie. 

## Biografie
Mamerto Natividad werd geboren op 12 juni 1871 in Bacolor in de Filipijnse provincie Pampanga. Hij was het oudste kind van 12 kinderen van advocaat Mamerto Natividad en Gervasia Alejandrino. Natividad studeerde aan de school van Jose Flores in Binondo in de Filipijnse hoofdstad Manilla. Hij maakte zijn middelbareschoolopleiding echter niet af en ging meehelpen bij het managen van de landerijen van zijn familie.
Toen de vader van Natividad op 2 september 1896 werd doodgeschoten door de Spanjaarden, omdat hij lid zou zijn van de ondergrondse verzetsbeweging Katipunan, sloten hij en zijn broers zich aan bij de revolutionaire beweging. Hun huizen en suikefabriek werden daarop in brand gestoken. Natividad werd gevangengenomen toen hij een Spaanse rechter neergschoot die zijn jongere broer had geslagen. Hij ontsnapte en sloot zich aan bij Emilio Aguinaldo. Troepen onder zijn leiding vielen in 1897 met succes San Rafael en Tayug aan. 
Natividad werd neergeschoten op 10 november 1897, terwijl hij met 40 man een Spaans konvooi probeerde te onderscheppen. Hij werd door zijn broers nog naar Biak-na-Bato gebracht maar overleed onderweg. Zijn dood maakte de weg vrij voor de ondertekening van het Pact van Biak-na-Bato. Natividad was een sterke tegenstander van een dergelijk pact met de Spanjaarden. Natividad was getrouwd met Trinidad Tinio en kreeg met haar twee dochters.